# Georg Herold
Pour les articles homonymes, voir Herold.
Georg Herold, né le 26 juillet 1947 à Iéna (Allemagne de l'Est), est un sculpteur allemand.

## Biographie
Georg Herold a suivi une formation de forgeron en RDA de 1977 à 1983 avec Sigmar Polke à la Hochschule für bildende Künste Hamburg. Au début des années 1980, avec Albert et Markus Oehlen, Werner Büttner et Martin Kippenberger, il s'est interrogé sur le boom du marché de l'art. En tant que Nouveau Fauve, Herold a rapidement adopté et développé un travail très personnel et attentionné. Dans ses œuvres souvent critiques et ironiques, il utilise des matériaux simples comme des lattes, des briques et d'autres objets de la vie quotidienne. Avec ses œuvres, il a interrogé les formes d'expression traditionnelles de la peinture murale ainsi que la sculpture de multiples façons (minimalisme). Par ses titres, il aime questionner la perception du spectateur et le matériel associé. Depuis plusieurs années, il travaille intensément sur le travail d'Albrecht Dürer, qui a une grande influence sur son travail.
Georg Herold est professeur de sculpture à la Kunstakademie de Düsseldorf.
Herold vit et travaille à Cologne.

## Expositions (sélection)
- 1979 Künstlerhaus Hamburg
- 1987 Kunstraum Munich
- 1988 Made in Cologne
- 1989 Kunsthalle Zürich (Suisse)
- 1990 Musée d'art moderne, San Francisco, États-Unis
- 1990 Kunstverein Cologne
- 1992 DOCUMENTA IX, Kassel
- 1993 Stedelijk Museum, Amsterdam, Pays-Bas ; Museum of Modern Art, NY: "Projets 39" - avec Markus Oehlen
- 1997 Sculpture.Projects Münster
- 1999 Kunsthalle Zürich, Suisse
- 2005 Kunsthalle Baden-Baden, Musée d'art moderne de Carinthie, Klagenfurt, Autriche
- 2005 Kunstverein Hannover
- 2010 Kunstverein Heilbronn, Georg Herold. Appareil pensant différemment
- 2012 Musée Brandhorst, Munich. Georg Herold. Choix multiple
- Kunstmuseum Bonn 2016/17

## Collections publiques

### Belgique
- Musée municipal d'art actuel, Gand

### Allemagne
- Collection K21 de  Rhénanie du Nord-Westphalie, Maison des États, Düsseldorf
- Kunstpalais Erlangen, Erlangen
- Musée Junge Kunst, Francfort-sur-l'Oder
- Musée d'art contemporain et musée des médias, Karlsruhe
- Musée Abteiberg, Mönchengladbach
- Musée d'art Wolfsburg, Wolfsburg
- Musée Städel, Francfort-sur-le-Main
- Musée d'art, Bonn
- Musée Ludwig, Cologne

### USA
- MOCA Grand Avenue, Los Angeles, CA.
- Musée d'art moderne, San Francisco, CA